# Alfaguara
Alfaguara est une maison d'édition espagnole fondée en octobre 1964 qui appartient au groupe Penguin Random House. Alfaguara publie principalement de la littérature et des livres pour la jeunesse.

## Histoire
La maison est fondée en 1964 par l'écrivain Camilo José Cela où il publie certains de ses livres.
En 1965, la maison lance le Prix Alfaguara du Roman (Premio Alfaguara de Novela).
En 1980, la maison est achetée par le Grupo Santillana. Elle devient une référence dans le domaine de la littérature pour enfants avec des auteurs tels que Jordi Sierra i Fabra, Alfredo Gómez Cerdá, Laura Gallego García, Elvira Lindo, Fernando Lalana, Concha López Narváez, Joan Manuel Gisbert, César Fernández García, José María Latorre, Vicente Ramos Pérez, etc.
En 2000, Grupo Santillana s'intègre au Grupo Prisa.
En 2013, les soucis financiers du Grupo Prisa, dont la dette s'élève à 3000 millions d'euros, déclenchent la vente d'Alfaguara au groupe Penguin Random House pour un montant de 72 millions d'euros.